# Daniel Abraham

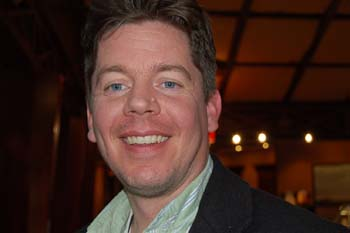
Daniel Abraham (2006)

Daniel James Abraham (* 14. November  1969 in Albuquerque, New Mexico) ist ein US-amerikanischer Science-Fiction- und Fantasyautor. Er ist der Verfasser der Fantasytetralogie The Long Price Quartet (ins Deutsche übersetzt als Die magischen Städte) und mehrerer für Preise nominierter Kurzgeschichten.
Bisweilen arbeitet er mit George R. R. Martin, einem weiteren Fantasyautor aus New Mexico, zusammen. Für die Fantasytetralogie Black Sun’s Daughter hat Abraham das Pseudonym M.L.N. Hanover verwendet, und seine zusammen mit Ty Franck verfasste Science-Fiction-Serie The Expanse wurde unter dem gemeinsamen Pseudonym James S. A. Corey veröffentlicht.

## Werke

### The Long Price Quartet
Die Tetralogie ist bei Tor Books erschienen. Die deutsche Übersetzung unter dem Serientitel Die magischen Städte stammt von Andreas Heckmann und erscheint bei Blanvalet.
1. A Shadow in Summer (2006). Ins Deutsche übersetzt als Sommer der Zwietracht (2007), ISBN 978-3-442-24446-1.
2. A Betrayal in Winter (2007). Ins Deutsche übersetzt als Winter des Verrats (2008), ISBN 978-3-442-24447-8.
3. An Autumn War (2008). Ins Deutsche übersetzt als Herbst der Kriege (2009), ISBN 978-3-442-24448-5.
4. The Price of Spring (2009). Ins Deutsche übersetzt als Frühling der Vergeltung (2010), ISBN 978-3-442-24449-2.

Die ersten und letzten beiden Bücher sind 2010 auch zusammengefasst als Omnibus-Ausgabe erschienen unter den Titeln Shadow and Betrayal und Seasons of War.

### The Dagger and the Coin Quintet
Die deutschen Übersetzungen (Serientitel: Dolch und Münze) werden unter dem Pseudonym Daniel Hanover veröffentlicht. Übersetzt werden sie von Simone Heller.
1. The Dragon's Path (2011). Ins Deutsche übersetzt als Das Drachenschwert (2012), ISBN 978-3-442-26865-8.
2. The King's Blood (2012). Ins Deutsche übersetzt als Königsblut (2013), ISBN 978-3-442-26866-5.
3. The Tyrant's Law (2013). Ins Deutsche übersetzt als Das Gesetz des Tyrannen (2014), ISBN 978-3-442-26867-2.
4. The Widow's House (2014)
5. The Spider's War (2016)

### The Black Sun's Daughter
Veröffentlicht unter dem Pseudonym M.L.N. Hanover.
1. Unclean Spirits (2008)
2. Darker Angels (2009)
3. Vicious Grace (2010)
4. Killing Rites (2011)
5. Graveyard Child (2013)

### Expanse-Serie
Verfasst zusammen mit Ty Franck und veröffentlicht unter dem gemeinsamen Pseudonym James S. A. Corey. Von geplanten neun Teilen sind im englischen Original bislang acht erschienen.
1. Leviathan Wakes (Juni 2011). Ins Deutsche übersetzt als Leviathan erwacht (2012), ISBN 978-3-453-52931-1.
2. Caliban's War (Juni 2012). Ins Deutsche übersetzt als Calibans Krieg (2013), ISBN 978-3-453-52929-8.
3. Abaddon's Gate (Juni 2013). Ins Deutsche übersetzt als Abaddons Tor (2014), ISBN 978-3-453-52930-4.
4. Cibola Burn (Juni 2014). Ins Deutsche übersetzt als Cibola brennt (2015), ISBN 978-3-453-31654-6.
5. Nemesis Games (Juni 2015). Ins Deutsche übersetzt als Nemesis-Spiele (2016), ISBN 978-3-453-31656-0.
6. Babylon's Ashes (Dezember 2016). Ins Deutsche übersetzt als Babylons Asche (2017), ISBN 978-3-453-31655-3.
7. Persepolis Rising (Dezember 2017). Ins Deutsche übersetzt als Persepolis erhebt sich (2019), ISBN 978-3-641-22480-6.
8. Tiamat's Wrath (März 2019[1]). Ins Deutsche übersetzt als Tiamats Zorn (2020), ISBN 978-3-453-31943-1.
9. Leviathan Falls (November 2021).

#### TV-Serie
Am 11. April 2014 machte der Sender SyFy bekannt, dass er die Rechte für die Buchreihe erworben habe und darauf basierend eine Serie produzieren lasse. Im Januar 2015 wurde ein erster Trailer veröffentlicht. Die erste Staffel wurde vom 14. Dezember 2015 bis zum 2. Februar 2016 auf Syfy ausgestrahlt. Die zweite Staffel wurde vom 1. Februar bis zum 19. April 2017 in den USA ausgestrahlt. Eine dritte Staffel mit 13 Folgen für 2018 ist von Syfy bestätigt. Produziert wird die Serie von der Alcon Television Group (ATG). Das Oskar-nominierte Drehbuchautoren-Duo Mark Fergus und Hawk Ostby (bekannt für die Filme Children of Men und Iron Man) schrieben das Drehbuch für den Pilotfilm.

### Weitere Romane
- Hunter's Run (mit Gardner Dozois und George R. R. Martin, 2007)
- Honor Among Thieves (als James S. A. Corey, 2014), Teil der Star Wars: Empire and Rebellion-Serie

### Anthologien
- Leviathan Wept and Other Stories (2010)

### Kurzgeschichten
- „Mixing Rebecca“, The Silver Web #13, 1996
- „Veritas“, Absolute Magnitude, Sommer 1998
- „Jaycee“, Asimov’s Science Fiction, Dezember 1999
- „Chimera 8“, Vanishing Acts (Anthologie), 2000
- „Tauromachia“, (mit Walter Jon Williams, Sage Walker, und Michaela Roessner), Event Horizon (Website) and Asimov's, November/Dezember 2000
- „As Sweet“, Realms of Fantasy, Dezember 2001
- „Exclusion“, Asimov's, Februar 2001
- „A Good Move in Design Space“, Bones of the World (Anthologie), 2001
- „The Lesson Half Learned“, Asimov's, Mai 2001
- „Gandhi Box“, Asimov's, Januar 2002
- „The Apocrypha According to Cleveland“, The Silver Web #15, 2002
- „Ghost Chocolate“, Asimov's, August 2002
- „The Mechanism of Grace“, The Infinite Matrix (Website)
- „Father Henry's Little Miracle“, Wild Cards: Deuces Down (Anthologie), 2002
- „The Bird of Paradise“ (mit Susan Fry), Asimov's, Juni 2003
- „Pagliacci's Divorce“, The Magazine of Fantasy & Science Fiction (F&SF), Dezember 2003
- „An Amicable Divorce“, The Dark (Anthologie), 2003
- „Shadow Twin“  (mit Gardner Dozois und George R. R. Martin), Scifi.com, Sommer 2004
- „Flat Diane“, F&SF, Oktober/November 2004 (Finalist des Nebula Award for Best Novelette 2005)[3]
- „The Cambist and Lord Iron: A Fairytale of Economics“, Logorrhea (Anthologie), Mai 2007 (Finalist des Hugo Award for Best Novelette 2008 und des World Fantasy Award for Best Short Fiction 2008)[4]
- „Balfour and Meriwether in the Adventure of the Emperor's Vengeance“, Enemy Of The Good: Postscripts #19 (Anthologie), Oktober 2009.[5]
- „Hurt Me“, Songs of Love and Death (Anthologie), November 2010 (als M.L.N. Hanover)